# Ponitří
Ponitří (slovensky Ponitrie) je slovenský region.

## Geografická poloha
Rozprostírá se v povodí řeky Nitry a jejích přítoků. Kromě Podunajské nížiny (celků Podunajská rovina a Podunajská pahorkatina) zahrnuje i Hornonitranskou kotlinu. Ze západu ho vymezují pohoří Strážovské vrchy a Považský Inovec, ze severu Malá Fatra a z východu Žiar, Vtáčnik a Tribeč. Na jihu se rozprostírá Podunajská rovina.
Z územněsprávního hlediska Ponitří zasahuje do Trenčínského a Nitranského kraje. Nachází se zde města Prievidza, Partizánske, Bánovce nad Bebravou, Topoľčany, Nitra, Šaľa, Zlaté Moravce a jiné.
Okresy:
- Bánovce nad Bebravou
- Nitra
- Partizánske
- Prievidza
- Šaľa
- Topoľčany
- Zlaté Moravce

## Charakteristika
Díky vhodným podmínkám je celá oblast využívána k zemědělství. Průmysl je zastoupen především ve větších městech s dostatkem kvalifikované pracovní síly.

## Doprava
Z dopravního hlediska tvoří osu regionu silnice I/64, procházející severo-jižním směrem, ale z celostátního hlediska jsou významnější západo-východně směřující silnice E572 (v trase I/50) v severní části a E58 (v trase I/51 a I/65) v jižní části regionu. Ponitřím prochází hlavní regionální trať Nové Zámky – Prievidza, na kterou navazují tratě Leopoldov – Kozárovce, Trenčín – Chynorany a Prievidza – Horná Štubňa. Letiště se nacházejí v Prievidzi, Partizánském a Nitře.

## Dějiny
Území Ponitří patří k nejdéle osídleným regionům Slovenska. Nejstarší důkazy lidské přítomnosti byly nalezené v jeskyni Čertova pec u Radošiny, jen o něco později se pračlověk pohyboval v okolí Bojnic (Prepoštská jeskyně), Prievidze (Mariánský vršek), Komjatic, Šaľy (nález části lebky) a Nitry (celá aglomerace). Po období stěhování národů bylo Ponitří hustě osídleným regionem a koncem 8. století z osad na území dnešní Nitry vzniklo centrum Nitranského knížectví. V období Velké Moravy už bylo kromě rozsáhlého sídelního a obchodního centra v Nitře v Ponitří několik důležitých center obchodu a moci: Vyšehrad, Prievidza, Bojnice, Hradište, Nitrianska Blatnica, Bojná, Kostoľany pod Tribečom, Šaľa, Mojmírovce a jiné.